# Liste des choix de repêchages des Whalers de la Nouvelle-Angleterre
Cette liste contient tous les joueurs de hockey sur glace ayant été repêchés par les Whalers de la Nouvelle-Angleterre, franchise de l'Association mondiale de hockey. Les joueurs listés ci-dessus n'ont pas obligatoirement joué un match sous le maillot de l'équipe.
Elle regroupe les joueurs depuis le Repêchage de 1973 organisé par l'AMH, jusqu’au Repêchage de 1977, le dernier mis en place par la ligue. Les joueurs sont classés par année de repêchage. Les deux premières colonnes donnent le rang et le tour duquel le joueur a été repêché suivis de son nom, de sa nationalité et de sa position de jeu.

## Les repêchages amateurs

### 1973
| No | Tour | Nom             | Nationalité | Position       |
| -- | ---- | --------------- | ----------- | -------------- |
| 2  | 1er  | Glenn Goldup    | Canada      | Ailier droit   |
| 12 | 1er  | Blake Dunlop    | Canada      | Centre         |
| 26 | 2e   | Mike Clarke     | Canada      | Centre         |
| 38 | 3e   | Tom Colley      | Canada      | Centre         |
| 41 | 4e   | Randy Holt      | Canada      | Défenseur      |
| 51 | 4e   | Alan Hangsleben | États-Unis  | Défenseur      |
| 53 | 5e   | Larry Patey     | Canada      | Centre         |
| 64 | 5e   | Robert Raeder   | États-Unis  | Gardien de but |
| 77 | 6e   | Rick Chinnick   | Canada      | Ailier droit   |
| 90 | 7e   | Steve Alley     | États-Unis  | Ailier gauche  |

### 1974
| No  | Tour | Nom            | Nationalité | Position       |
| --- | ---- | -------------- | ----------- | -------------- |
| 13  | 1er  | Tim Young      | Canada      | Centre         |
| 28  | 2e   | Mike Eruzione  | États-Unis  | Ailier gauche  |
| 43  | 3e   | Peter Brown    | États-Unis  | Défenseur      |
| 58  | 4e   | Dick Lamby     | États-Unis  | Défenseur      |
| 72  | 5e   | Don McLean     | Canada      | Défenseur      |
| 87  | 6e   | Joe Rando      | États-Unis  | Défenseur      |
| 102 | 7e   | Brian Walsh    | États-Unis  | Ailier droit   |
| 117 | 8e   | John Nazar     | Canada      | Ailier gauche  |
| 132 | 9e   | Warren Miller  | États-Unis  | Ailier droit   |
| 145 | 10e  | Tony White     | Canada      | Ailier gauche  |
| 158 | 11e  | Robbie Moore   | Canada      | Gardien de but |
| 171 | 12e  | Cliff Cox      | Canada      | Centre         |
| 182 | 13e  | Dave Staffen   | Canada      | Centre         |
| 190 | 14e  | Peter Tighe    | Canada      | Défenseur      |
| 195 | 15e  | Brian Durocher | États-Unis  | Gardien de but |
| 199 | 16e  | Colin Ahern    | États-Unis  | Centre         |
| 203 | 17e  | Dwane Byers    | Canada      | Ailier droit   |
| 14  | S    | Peter Sturgeon | Canada      | Ailier gauche  |
| 29  | S    | Michel Déziel  | Canada      | Ailier gauche  |

### 1975
| No  | Tour | Nom            | Nationalité | Position      |
| --- | ---- | -------------- | ----------- | ------------- |
| 13  | 1er  | Terry McDonald | Canada      | Centre        |
| 28  | 2e   | Danny Arndt    | Canada      | Ailier gauche |
| 43  | 3e   | Matti Hagman   | Finlande    | Centre        |
| 58  | 4e   | Derek Spring   | Canada      | Centre        |
| 72  | 5e   | Gary McFadyen  | Canada      | Ailier droit  |
| 86  | 6e   | Terry Martin   | Canada      | Ailier gauche |
| 99  | 7e   | John Tweedle   | Canada      | Centre        |
| 111 | 8e   | Mike Harazny   | Canada      | Défenseur     |
| 123 | 9e   | Dave Norris    | Canada      | Ailier gauche |
| 136 | 10e  | Paul Stevenson | États-Unis  | Centre        |
| 149 | 11e  | Clark Jantzie  | Canada      | Ailier gauche |

### 1976
| No  | Tour | Nom              | Nationalité | Position       |
| --- | ---- | ---------------- | ----------- | -------------- |
| 13  | 2e   | Mike Fidler      | États-Unis  | Ailier gauche  |
| 26  | 3e   | Fred Williams    | Canada      | Centre         |
| 31  | 3e   | Dave Debol       | États-Unis  | Centre         |
| 38  | 4e   | Mike Kaszycki    | Canada      | Centre         |
| 49  | 5e   | Bill Baker       | États-Unis  | Défenseur      |
| 50  | 5e   | Mike Liut        | Canada      | Gardien de but |
| 62  | 6e   | Dwight Schofield | États-Unis  | Défenseur      |
| 74  | 7e   | Warren Young     | Canada      | Centre         |
| 86  | 8e   | Ken Morrow       | États-Unis  | Défenseur      |
| 97  | 9e   | Ed Clarey        | Canada      | Ailier droit   |
| 108 | 10e  | Jon Hammond      | Canada      | Ailier gauche  |

### 1977
| No | Tour | Nom             | Nationalité | Position     |
| -- | ---- | --------------- | ----------- | ------------ |
| 11 | 1er  | Ron Areshenkoff | Canada      | Centre       |
| 15 | 2e   | Moe Robinson    | Canada      | Défenseur    |
| 19 | 2e   | Randy Pierce    | Canada      | Ailier droit |
| 23 | 3e   | John Baby       | Canada      | Défenseur    |
| 43 | 5e   | Brian Hill      | Canada      | Ailier droit |
| 52 | 6e   | Jim Korn        | États-Unis  | Défenseur    |